# Willem Usselincx
Willem Usselincx, 1637.
assinatura
Willem Usselincx, nascido em 1567 em Antuérpia e falecido em 1647, é um comerciante flamengo. Ele é o pai fundador da Companhia Holandesa das Índias Ocidentais.

## Biografia

### Contexto Histórico
A repressão contra os cristãos protestantes, em revolta contra a Igreja Católica, por Fernando Álvarez de Toledo y Pimentel, terceiro duque de Alba, enviado de Filipe II, rei da Espanha desde a abdicação de Carlos V em 1555, desencadeou uma emigração maciça de valões e flamengos para outras regiões do Norte da Europa ( Suécia, Inglaterra e Alemanha) e também para a Holanda . Os excessos da Inquisição levaram à revolta dos Gueux, assim como à formação das Províncias Unidas, devido à secessão das províncias do norte da Holanda (as Províncias do Sul continuariam sob domínio espanhol, encabeçado pela família Habsburgo).

### Nascimento
Willem Usselincx nasceu na Antuérpia, em Junho de 1567.    

### Fundação da Companhia das Índias Ocidentais
A sua família criou-o para o comércio de especiarias, e esta formação o levou à Espanha, a Portugal e aos Açores. Ele notou, durante essa estada, que a Espanha derivava sua riqueza sobretudo de suas colônias na América. Ao retornar em 1591, ele deixou Antuérpia e foi para a Holanda, sempre tentando persuadir seus novos compatriotas da importância de fundar colônias no novo mundo, de modo a combater a influência espanhola.
Foram necessários quase trinta anos para que ele criasse a Companhia das Índias Ocidentais em 1621. Além de fretar o Nieu Nederlandt, navio que transportou os primeiros colonos de Nova York, a companhia também organizou a colonização de famílias judias e provenientes da Valônia na Guiana em 1624, às margens do rio Oiapoque, sob a direção do capitão Jan de Moor. 
A Companhia das Índias Ocidentais notabilizou-se pela Ocupação Holandesa de uma porção do Nordeste Brasileiro. A familiaridade de Usselincx com os empreendimentos coloniais português lhe deu uma visão privilegiada das potencialidades agrícolas das Américas, enquanto o interesse geral, ao contrário, voltava-se às riquezas minerais. Tal estratégia guiou a presença holandesa no Nordeste, durante a qual privilegiou-se a dinâmica dos engenhos açucareiros.
Em comunhão com Dierick Ruiter, seu sócio na criação da Companhia, ele se opôs a qualquer envolvimento da Companhia Holandesa das Índias Ocidentais no tráfico de escravos.

### Últimos anos
Em 1624, durante uma viagem a Gdansk, ele visitou Gotemburgo e o rei Gustav II Adolphe (1594-1632) o convidou a se estabelecer lá, o que ele fez logo em seguida. Já em 1626, Usselincx descreveu para a Suécia as vantagens da colonização e foi o primeiro a esboçar e traçar planos para o estabelecimento da primeira colônia sueca. Dessa teorização, decorre que no mesmo ano ele obteve o alvará de uma nova empresa, a Companhia Sueca dos Mares do Sul, e o monopólio do comércio com os territórios ultramares.   Tanto o rei Gustav II Adolphe quanto o chanceler Axel Oxenstierna (1583-1654) o apoiaram em seu projeto. Entretanto, a Guerra dos Trinta Anos obstou seus planos, de modo que a Companhia acabou nunca fretando o navio. Sua empresa, então, passa a se voltar para o comércio estritamente Europeu. Dez anos após uma série de investimentos desastrosos, Willem Usselincx morre por volta do ano de 1647. 